# الکساندر میخایلوویچ پروخورف
‏
آلکساندر میخائیلُویچ پروخورف (به روسی: Алекса́ндр Миха́йлович Про́хоров) فیزیکدان روسی و برنده جایزه نوبل فیزیک سال ۱۹۶۴.

## زندگی
فرزند ماریا ایوانوا و میخائیل ایوانویچ است. پدر و مادرش انقلابی و ضدّ دیکتاتوری تزارها بودند و به خاطرِ فعالیت‌های انقلابی دور از وطن، در استرالیا، زندگی می‌کردند.
آلکساندر پروخورف به سالِ ۱۹۱۶ در استرالیا به دنیا آمد و پس از انقلاب اکتبر (در سال ۱۹۲۳) با پدر و مادرش به شوروی رفت. او بعد از اتمام تحصیل در دانشگاه لنینگراد، برای خدمت جنگی وارد ارتش شوروی شد و در جنگ جهانی دوم، دو بار زخم برداشت. پروخورف فیزیکدان برجسته روس و استاد الکترونیک کوانتومی است.
آلکساندر میخااوویچ پروخورف در سال ۱۹۴۱ با گالینا شلپینا ازدواج کرده و حاصل این ازدواج یک فرزند پسر به نام گریل است که پژوهشگر فیزیک لیزری است. پروخورف، دورهٔ کارشناسی ارشد خود را در انستیتوی فیزیک لبیدوف گذراند.
درآغاز به عنوان یک کارشناس جزء به انستیتوی فیزیک لبیدوف مسکو پیوست و بعدها به ریاست آزمایشگاه و معاونت انستیتو ارتقاء یافت. به مطالعه در زمینه امواج رادیویی و تئوری نوسانات غیرخطی علاقه زیادی داشت.
پروخورف استاد دانشگاه مسکو، عضو آکادمی علوم اتّحاد شوروی و مسئول اول دانشنامه بزرگ شوروی بود. او در سال ۱۹۶۴ جایزه نوبل فیزیک را به پاس پژوهش در لیزر و میزر دریافت نمود.
سال ۱۹۹۰ و تحولاتی که به تجزیه اتحاد جماهیر شوروی انجامید، برای پروخورف که از سال ۱۹۵۰ عضو حزب کمونیست بود و بر امثال آندره ساخاروف خرده می‌گرفت که شرف و وجدان خود را زیر پا گذاشته‌اند - آسان نبود.
وی در مسکو زندگی می‌کرد و سال ۲۰۰۲ درگذشت و در گورستان نووودویچی به خاک سپرده شد.
پروخورف به خاطر پژوهشهایش در فیزیک، مدالها و جوایز زیادی دریافت نمود. او با دانشمندانی چون نیکولای گنادیویچ پاسوف نیز کار و پژوهش مشترک داشته‌است.

## سفر پروخورف به ایران

اصفهان، نخستین سمپوزیوم لیزر جهان سپتامبر ۱۹۷۱، اجتماع ۷۰ نفری فیزیکدانان جهان

در سال ۱۹۷۱ بسیاری از فیزیکداتان جهان از جمله الکساندر میخایلوویچ پروخورف، چارلز هارد تاونز، دکتر علی جوان، سرجیو پورتو، نیکولاس برومن برگن، بوریس استوچف، پییریاکویی نوت، رایموند کیدر، آرتور لئونارد شالو... و ده‌ها فیزیکدان دیگر به ایران (اصفهان) آمدند و در نخستین سمپوزیوم لیزر (سمپوزیوم در فیزیک بنیادی و کاربردی لیزر، اصفهان)، شرکت نمودند. در مورد این سمپوزیوم علاوه بر گزارش Atomic Coherent States in Quantum Optics و کتاب Highly Excited States of the Helium
یک کتاب کوچک ۱۳۳ صفحه‌ای از «آبراهام هرتزبرگ» با عنوان Developments in High Power Laser Research و یک جزوه ۱۸ صفحه‌ای که «ویلیام ژوزف کوندل» منتشر نموده، کتاب قطوری هم در ۹۶۰ صفحه منتشر شده‌است.
در این مجمع علمی از تلاشهای تئودور میمن کاشف لیزر جامد یاد شد.
در نخستین سیمپوزیوم لیزر در مورد تحقیقات نظری مبنی بر امکان نشر لیزری در ناحیه پرتو ایکس و رزونانس‌های اتمی و مولکولی در طیف‌بینی لیزری تبادل نظر شد و پروخورف نیز مقاله‌ای با عنوان Laser Beam Self-Focusing عرضه نمود.
این سیمپوزیوم ۲۹ اوت – ۵ سپتامبر ۱۹۷۱ با حمایت دانشگاه صنعتی شریف تهران (آریامهر سابق) و با همکاری دانشگاه اصفهان و مؤسسه فناوری ماساچوست (MIT) در دانشگاه اصفهان برگزار شد. از همایش اولین لیزر تئودور میمن و شماری از دانشمندان فیزیک در ۱۶ می ۱۹۶۰ که بگذریم - سمپوزیوم لیزر در اصفهان نخستین کنفرانس بین‌المللی لیزر در جهان بود.